# Jared Kusnitz
Jared Kusnitz (ur. 8 listopada 1988) – amerykański aktor filmowy i telewizyjny.
Znany z roli Lou z serialu komediowo-obyczajowego MTV – Niskozatrudnieni. Wystąpił również w innych filmach i serialach jak Tajemnica Amy, Bal maturalny, Prywatna praktyka, Taniec truposzy i wielu innych.

## Wybrana filmografia
- 2008: Taniec truposzy jako Jimmy Dunn
- 2009: Życie na przedmieściach jako Henry Patterson
- 2009: Prywatna praktyka jako Ryan Crawford
- 2010: Tajemnica Amy jako Toby
- 2011: Bal maturalny jako Justin Wexler
- 2011: Powodzenia, Charlie! jako Grant
- 2012-2013: Niskozatrudnieni jako Lou